# Xylena nupera
Xylena nupera là một loài bướm đêm trong họ Noctuidae.